# 2. ŽNL Vukovarsko-srijemska Grupa A 2005./06.
U viši rang, odnosno 1. ŽNL Vukovarsko-srijemsku se plasirao pobjednik NK Zrinski Tordinci, dok je u 3. ŽNL Vukovarsko-srijemska ispao NK Polet Donje Novo Selo

## Tablica
| Mj. | Klub                     | Sus. | Pob | Rem | Por | GR     | Bod        |
| --- | ------------------------ | ---- | --- | --- | --- | ------ | ---------- |
| 1.  | NK Zrinski Tordinci      | 30   | 25  | 1   | 4   | 108:31 | 76         |
| 2.  | HNK Borovo Vukovar       | 30   | 24  | 0   | 6   | 105:28 | 72         |
| 3.  | NK Slavonac Komletinci   | 30   | 21  | 3   | 6   | 67:32  | 66         |
| 4.  | NK Sloga Borovo          | 30   | 16  | 3   | 11  | 76:53  | 51         |
| 5.  | NK Lipovac               | 30   | 12  | 12  | 6   | 59:41  | 48         |
| 6.  | NK Lovas                 | 30   | 13  | 4   | 13  | 55:60  | 43         |
| 7.  | NK Hajduk Bapska         | 30   | 11  | 8   | 11  | 55:38  | 41         |
| 8.  | HNK Radnički Vukovar     | 30   | 14  | 0   | 16  | 76:70  | 41 (-1) ↓1 |
| 9.  | NK Borac Bobota          | 30   | 12  | 3   | 15  | 52:64  | 39         |
| 10. | NK Hajduk Tovarnik       | 30   | 10  | 7   | 13  | 63:65  | 37         |
| 11. | NK Bršadin               | 30   | 9   | 6   | 15  | 50:59  | 33         |
| 12. | NK Marinci               | 30   | 8   | 5   | 17  | 37:67  | 29         |
| 13. | NK Vupik Vukovar         | 30   | 9   | 2   | 19  | 50:111 | 29         |
| 14. | NK Croatia Bogdanovci    | 30   | 8   | 5   | 17  | 59:83  | 28 (-1) ↓2 |
| 15. | NK Šarengrad             | 30   | 8   | 4   | 18  | 47:85  | 28         |
| 16. | NK Polet Donje Novo Selo | 30   | 7   | 3   | 20  | 33:106 | 23 (-1) ↓3 |

## Rezultati
| HNK Borovo Vukovar – NK Polet Donje Novo Selo 9:0 HNK Radnički Vukovar – NK Šarengrad 4:1 NK Zrinski Tordinci – NK Vupik Vukovar 11:3 NK Borac Bobota – NK Lovas 0:2 NK Lipovac – NK Croatia Bogdanovci 1:0 NK Sloga Borovo – NK Hajduk Tovarnik 5:1 NK Bršadin – NK Slavonac Komletinci 0:0 NK Hajduk Bapska – NK Marinci 3:0    | NK Slavonac Komletinci – HNK Borovo Vukovar 2:1 HNK Radnički Vukovar – NK Marinci 4:2 NK Polet Donje Novo Selo – NK Hajduk Bapska 1:6 NK Hajduk Tovarnik – NK Bršadin 2:1 NK Croatia Bogdanovci – NK Sloga Borovo 2:2 NK Lovas – NK Lipovac 3:1 NK Vupik Vukovar – NK Borac Bobota 3:5 NK Šarengrad – NK Zrinski Tordinci 2:7     | HNK Borovo Vukovar – NK Hajduk Tovarnik 4:2 NK Zrinski Tordinci – HNK Radnički Vukovar 3:2 NK Borac Bobota – NK Šarengrad 3:1 NK Lipovac – NK Vupik Vukovar 5:2 NK Sloga Borovo – NK Lovas 1:0 NK Bršadin – NK Croatia Bogdanovci 1:2 NK Hajduk Bapska – NK Slavonac Komletinci 1:0 NK Marinci – NK Polet Donje Novo Selo 4:0      |
| NK Croatia Bogdanovci – HNK Borovo Vukovar 2:3 HNK Radnički Vukovar – NK Polet Donje Novo Selo 3:1 NK Slavonac Komletinci – NK Marinci 3:0 NK Hajduk Tovarnik – NK Hajduk Bapska 3:3 NK Lovas – NK Bršadin 3:2 NK Vupik Vukovar – NK Sloga Borovo 2:3 NK Šarengrad – NK Lipovac 1:1 NK Zrinski Tordinci – NK Borac Bobota 5:0     | HNK Borovo Vukovar – NK Lovas 6:2 NK Borac Bobota – HNK Radnički Vukovar 3:2 NK Lipovac – NK Zrinski Tordinci 4:1 NK Sloga Borovo – NK Šarengrad 6:0 NK Bršadin – NK Vupik Vukovar 0:3 NK Hajduk Bapska – NK Croatia Bogdanovci 4:1 NK Marinci – NK Hajduk Tovarnik 1:1 NK Polet Donje Novo Selo-NK Slavonac Komletinci 0:3       | NK Vupik Vukovar – HNK Borovo Vukovar 0:5 HNK Radnički Vukovar – NK Slavonac Komletinci 4:5 NK Hajduk Tovarnik – NK Polet Donje Novo Selo 8:0 NK Croatia Bogdanovci – NK Marinci 3:2 NK Lovas – NK Hajduk Bapska 2:0 NK Šarengrad – NK Bršadin 6:2 NK Zrinski Tordinci – NK Sloga Borovo 4:0 NK Borac Bobota – NK Lipovac 0:0      |
| HNK Borovo Vukovar – NK Šarengrad 3:0 NK Lipovac – HNK Radnički Vukovar 4:0 NK Sloga Borovo – NK Borac Bobota 3:2 NK Bršadin – NK Zrinski Tordinci 2:4 NK Hajduk Bapska – NK Vupik Vukovar 0:1 NK Marinci – NK Lovas 1:1 NK Polet Donje Novo Selo – NK Croatia Bogdanovci 2:5 NK Slavonac Komletinci - NK Hajduk Tovarnik 4:1     | NK Zrinski Tordinci – HNK Borovo Vukovar 2:1 HNK Radnički Vukovar – NK Hajduk Tovarnik 4:0 NK Croatia Bogdanovci – NK Slavonac Komletinci 1:1 NK Lovas – NK Polet Donje Novo Selo 4:0 NK Vupik Vukovar – NK Marinci 2:0 NK Šarengrad – NK Hajduk Bapska 1:1 NK Borac Bobota – NK Bršadin 0:0 NK Lipovac – NK Sloga Borovo (B) 3:2 | HNK Borovo Vukovar – NK Borac Bobota 2:0 NK Sloga Borovo – HNK Radnički Vukovar 4:1 NK Bršadin – NK Lipovac 1:1 NK Hajduk Bapska – NK Zrinski Tordinci 0:0 NK Marinci – NK Šarengrad 1:1 NK Polet Donje Novo Selo – NK Vupik Vukovar 3:3 NK Slavonac Komletinci – NK Lovas 2:1 NK Hajduk Tovarnik – NK Croatia Bogdanovci 3:0      |
| NK Lipovac – HNK Borovo Vukovar 2:0 HNK Radnički Vukovar – NK Croatia Bogdanovci 2:4 NK Lovas – NK Hajduk Tovarnik 1:1 NK Vupik Vukovar – NK Slavonac Komletinci 1:4 NK Šarengrad – NK Polet Donje Novo Selo 4:1 NK Zrinski Tordinci – NK Marinci 2:1 NK Borac Bobota – NK Hajduk Bapska 4:2 NK Sloga Borovo – NK Bršadin 2:1     | HNK Borovo Vukovar – NK Sloga Borovo -:- NK Bršadin – HNK Radnički Vukovar -:- NK Hajduk Bapska – NK Lipovac -:- NK Marinci – NK Borac Bobota -:- NK Polet Donje Novo Selo – NK Zrinski Tordinci -:- NK Slavonac Komletinci – NK Šarengrad -:- NK Hajduk Tovarnik – NK Vupik Vukovar -:- NK Croatia Bogdanovci – NK Lovas -:-     | NK Bršadin – HNK Borovo Vukovar 3:1 HNK Radnički Vukovar – NK Lovas 2:3 NK Vupik Vukovar – NK Croatia Bogdanovci 1:3 NK Šarengrad – NK Hajduk Tovarnik 0:2 NK Zrinski Tordinci – NK Slavonac Komletinci 2:0 NK Borac Bobota – NK Polet Donje Novo Selo 4:0 NK Lipovac – NK Marinci 2:1 NK Sloga Borovo – NK Hajduk Bapska 2:1      |
| HNK Borovo Vukovar - HNK Radnički Vukovar 4:0 NK Hajduk Bapska - NK Bršadin 4:0 NK Marinci - NK Sloga Borovo 2:1 NK Polet Donje Novo Selo - NK Lipovac 0:5 NK Slavonac Komletinci - NK Borac Bobota 4:0 NK Hajduk Tovarnik - NK Zrinski Tordinci 2:1 NK Croatia Bogdanovci - NK Šarengrad 4:1 NK Lovas - NK Vupik Vukovar 2:0     | HNK Borovo Vukovar – NK Hajduk Bapska 1:0 HNK Radnički Vukovar – NK Vupik Vukovar 9:1 NK Šarengrad – NK Lovas 2:1 NK Zrinski Tordinci – NK Croatia Bogdanovci 5:1 NK Borac Bobota – NK Hajduk Tovarnik 4:2 NK Lipovac – NK Slavonac Komletinci 1:1 NK Sloga Borovo – NK Polet Donje Novo Selo 3:0 NK Bršadin – NK Marinci 1:1     | NK Marinci – HNK Borovo Vukovar 0:6 NK Hajduk Bapska – HNK Radnički Vukovar 2:0 NK Polet Donje Novo Selo – NK Bršadin 0:10 NK Slavonac Komletinci – NK Sloga Borovo (B) 4:0 NK Hajduk Tovarnik – NK Lipovac 1:1 NK Croatia Bogdanovci – NK Borac Bobota 2:2 NK Lovas – NK Zrinski Tordinci 2:1 NK Vupik Vukovar – NK Šarengrad 1:3 |
| NK Polet Donje Novo Selo – HNK Borovo Vukovar 2:5 NK Šarengrad – HNK Radnički Vukovar 5:1 NK Vupik Vukovar – NK Zrinski Tordinci 1:4 NK Lovas – NK Borac Bobota 7:0 NK Croatia Bogdanovci – NK Lipovac 1:3 NK Hajduk Tovarnik – NK Sloga Borovo (B) 5:2 NK Slavonac Komletinci – NK Bršadin 5:0 NK Marinci – NK Hajduk Bapska 1:1 | HNK Borovo Vukovar – NK Slavonac Komletinci 3:1 NK Marinci – HNK Radnički Vukovar 4:1 NK Hajduk Bapska – NK Polet Donje Novo Selo 1:2 NK Bršadin – NK Hajduk Tovarnik 1:1 NK Sloga Borovo (B) – NK Croatia Bogdanovci 7:0 NK Lipovac – NK Lovas 2:2 NK Borac Bobota – NK Vupik Vukovar 5:2 NK Zrinski Tordinci – NK Šarengrad 5:1 | NK Hajduk Tovarnik – HNK Borovo Vukovar 0:2 HNK Radnički Vukovar –NK Zrinski Tordinci 4:6 NK Šarengrad – NK Borac Bobota 0:1 NK Vupik Vukovar – NK Lipovac 1:1 NK Lovas – NK Sloga Borovo (B) 2:2 NK Croatia Bogdanovci – NK Bršadin 1:2 NK Slavonac Komletinci – NK Hajduk Bapska 1:0 NK Polet Donje Novo Selo – NK Marinci 2:0   |
| HNK Borovo Vukovar – NK Croatia Bogdanovci 3:1 NK Polet Donje Novo Selo – HNK Radnički Vukovar 4:2 NK Marinci – NK Slavonac Komletinci 0:2 NK Hajduk Bapska - NK Hajduk Tovarnik 2:0 NK Bršadin – NK Lovas 2:1 NK Sloga Borovo – NK Vupik Vukovar 2:0 NK Lipovac – NK Šarengrad 3:1 NK Borac Bobota – NK Zrinski Tordinci 0:1     | NK Lovas – HNK Borovo Vukovar 2:5 HNK Radnički Vukovar – NK Borac Bobota 2:1 NK Zrinski Tordinci – NK Lipovac 5:0 NK Šarengrad – NK Sloga Borovo (B) 2:6 NK Vupik Vukovar – NK Bršadin 1:0 NK Croatia Bogdanovci – NK Hajduk Bapska 1:1 NK Hajduk Tovarnik – NK Marinci 3:2 NK Slavonac Komletinci – NK Polet Donje Novo Selo 2:0 | HNK Borovo Vukovar – NK Vupik Vukovar 11:1 NK Slavonac Komletinci – HNK Radnički Vukovar 2:1 NK Polet Donje Novo Selo – NK Hajduk Tovarnik 3:3 NK Marinci – NK Croatia Bogdanovci 2:1 NK Hajduk Bapska – NK Lovas 5:1 NK Bršadin – NK Šarengrad 3:1 NK Sloga Borovo (B) – NK Zrinski Tordinci 1:4 NK Lipovac – NK Borac Bobota 3:1 |
| NK Šarengrad – HNK Borovo Vukovar -:- HNK Radnički Vukovar – NK Lipovac -:- NK Borac Bobota – NK Sloga Borovo -:- NK Zrinski Tordinci – NK Bršadin -:- NK Vupik Vukovar – NK Hajduk Bapska -:- NK Lovas – NK Marinci -:- NK Croatia Bogdanovci – NK Polet Donje Novo Selo -:- NK Hajduk Tovarnik – NK Slavonac Komletinci -:-     | HNK Borovo Vukovar – NK Zrinski Tordinci 4:1 NK Hajduk Tovarnik – HNK Radnički Vukovar 1:1 NK Slavonac Komletinci – NK Croatia Bogdanovci 2:1 NK Polet Donje Novo Selo – NK Lovas 1:0 NK Marinci – NK Vupik Vukovar 3:1 NK Hajduk Bapska – NK Šarengrad 5:0 NK Bršadin – NK Borac Bobota 1:0 NK Sloga Borovo B. – NK Lipovac 1:1  | NK Borac Bobota – HNK Borovo Vukovar 0:3 HNK Radnički Vukovar – NK Sloga Borovo (B) 3:1 NK Lipovac – NK Bršadin 6:0 NK Zrinski Tordinci – NK Hajduk Bapska 1:0 NK Šarengrad – NK Marinci 3:1 NK Vupik Vukovar – NK Polet Donje Novo Selo 2:1 NK Lovas – NK Slavonac Komletinci 0:2 NK Croatia Bogdanovci – NK Hajduk Tovarnik 6:4  |
| HNK Borovo Vukovar – NK Lipovac 3:1 NK Croatia Bogdanovci – HNK Radnički Vukovar 2:5 NK Hajduk Tovarnik – NK Lovas 1:0 NK Slavonac Komletinci – NK Vupik Vukovar 4:0 NK Polet Donje Novo Selo – NK Šarengrad 3:0 NK Marinci – NK Zrinski Tordinci 0:4 NK Hajduk Bapska – NK Borac Bobota 3:0 NK Bršadin – NK Sloga Borovo 2:3     | NK Sloga Borovo – HNK Borovo Vukovar 1:3 HNK Radnički Vukovar – NK Bršadin 3:0 NK Lipovac – NK Hajduk Bapska 2:2 NK Borac Bobota – NK Marinci 5:2 NK Zrinski Tordinci – NK Polet Donje Novo Selo 4:0 NK Šarengrad – NK Slavonac Komletinci 1:2 NK Vupik Vukovar – NK Hajduk Tovarnik 4:2 NK Lovas – NK Croatia Bogdanovci 4:3     | HNK Borovo Vukovar – NK Bršadin 4:0 NK Lovas – HNK Radnički Vukovar 0:3 NK Croatia Bogdanovci – NK Vupik Vukovar 4:5 NK Hajduk Tovarnik – NK Šarengrad 2:3 NK Slavonac Komletinci – NK Zrinski Tordinci 0:1 NK Polet Donje Novo Selo – NK Borac Bobota 4:3 NK Marinci – NK Lipovac 1:0 NK Hajduk Bapska – NK Sloga Borovo 2:1      |
| HNK Radnički Vukovar – HNK Borovo Vukovar 1:0 NK Bršadin – NK Hajduk Bapska 1:1 NK Sloga Borovo – NK Marinci 6:2 NK Lipovac – NK Polet Donje Novo Selo 1:1 NK Borac Bobota – NK Slavonac Komletinci 3:2 NK Zrinski Tordinci – NK Hajduk Tovarnik 3:0 NK Šarengrad – NK Croatia Bogdanovci 3:3 NK Vupik Vukovar – NK Lovas 4:2     | NK Hajduk Bapska – HNK Borovo Vukovar 0:4 NK Vupik Vukovar – HNK Radnički Vukovar 0:7 NK Lovas – NK Šarengrad 2:0 NK Croatia Bogdanovci – NK Zrinski Tordinci 0:3 NK Hajduk Tovarnik – NK Borac Bobota 4:0 NK Slavonac Komletinci – NK Lipovac 2:0 NK Polet Donje Novo Selo – NK Sloga Borovo 2:0 NK Marinci – NK Bršadin 2:0     | HNK Borovo Vukovar – NK Marinci 5:0 HNK Radnički Vukovar – NK Hajduk Bapska 3:2 NK Bršadin – NK Polet Donje Novo Selo 6:1 NK Sloga Borovo – NK Slavonac Komletinci 7:0 NK Lipovac – NK Hajduk Tovarnik 3:3 NK Borac Bobota – NK Croatia Bogdanovci 5:1 NK Zrinski Tordinci – NK Lovas 9:0 NK Šarengrad – NK Vupik Vukovar 3:2      |